# EFF Pioneer Award

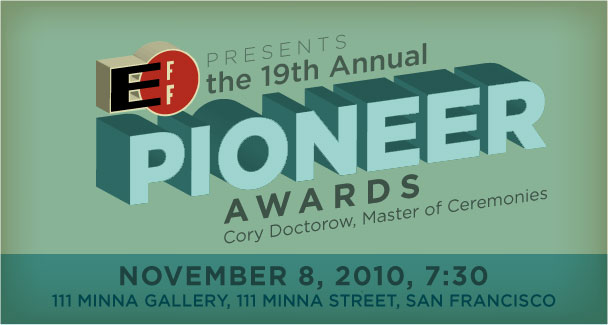
O EFF Pioneer Award

O EFF Pioneer Award é um prêmio anual concedido pela Electronic Frontier Foundation (EFF) para pessoas que fizeram contribuições significantes para o empoderamento individual usando computadores. Até 1998 foi apresentado em uma cerimônia em Washington, D.C., Estados Unidos. Posteriormente foi apresentado na Computers, Freedom and Privacy Conference. Em 2007 foi apresentado na O'Reilly Emerging Technology Conference.

## Recipientes
- 1992: Douglas Engelbart, Robert Kahn, Tom Jennings, Jim Warren, Andrzej Smereczynski
- 1993: Paul Baran, Vint Cerf, Ward Christensen, Dave Hughes, desenvolvedores da Usenet (aceitos por Tom Truscott e Jim Ellis)
- 1994: Ivan Sutherland, Bill Atkinson, Whitfield Diffie e Martin Hellman, Murray Turoff e Starr Roxanne Hiltz, Lee Felsenstein, e o The WELL (the Whole Earth 'Lectronic Link)
- 1995: Phil Zimmermann, Anita Borg, Willis Ware
- 1996: Robert Metcalfe, Peter Neumann, Shabbir Safdar e Matt Blaze
- 1997: Hedy Lamarr e George Antheil (prêmio especial; póstumo para Antheil), Johan Helsingius, Marc Rotenberg
- 1998: Linus Torvalds, Richard Stallman, Barbara Simons
- 1999: Jon Postel (prêmio póstumo), Drazen Pantic, Simon Davies[1]
- 2000: Bibliotecários de todos os lugares (aceito porKaren G. Schneider), Tim Berners-Lee, Philip E. Agre
- 2001: Bruce Ennis (prêmio póstumo), Seth Finkelstein, Stephanie Perrin
- 2002: Dan Gillmor, Beth Givens, Jon Johansen e os programadores do DeCSS
- 2003: Amy Goodman, Eben Moglen, David Sobel[2]
- 2004: Kim Alexander, David Lansing Dill, Avi Rubin (por questões de segurança em votação eletrônica)
- 2005: Mitch Kapor, Edward Felten, Patrick Ball
- 2006: Craigslist, Gigi Sohn, Jimmy Wales
- 2007: Yochai Benkler, Cory Doctorow, Bruce Schneier
- 2008: Mozilla Foundation e sua chefe Mitchell Baker; Michael Geist; e o denunciante da AT&T Mark Klein[3]
- 2009: Limor Fried, Harri Hursti e Carl Malamud
- 2010: Steven Aftergood, James Boyle, Pamela Jones da página Groklaw e Hari Krishna Prasad Vemuru
- 2011: Ron Wyden, Ian Goldberg e Nawaat.org
- 2012: Andrew (bunnie) Huang, Jérémie Zimmermann, The Tor Project
- 2013: Aaron Swartz (prêmio póstumo), James Love, Glenn Greenwald e Laura Poitras
- 2014: Frank William La Rue, Zoe Lofgren, Trevor Paglen
- 2015: Caspar Bowden (prêmio póstumo), Citizen Lab, Anriette Esterhuysen e a Association for Progressive Communications e Kathy Sierra[4]
- 2016: Malkia Cyril do Center for Media Justice, ativista de proteção de dados Max Schrems, autores do documento "Keys Under Doormats", e senadores do Estado da Califórnia Mark Leno e Joel Anderson.[5][6]
- 2017: Chelsea E. Manning, Mike Masnick, Annie Game[7]
- 2018: Stephanie Lenz, Joe McNamee, Sarah T. Roberts[8]